# Tywyn
Tywyn är en ort och en community i Storbritannien. Den ligger i kommunen Gwynedd och riksdelen Wales, i den södra delen av landet, 290 km väster om huvudstaden London. Byn är känd för sin kyrka där några av de äldsta texterna på kymriska finns. Orten är även en känd badort. Tywyn är utgångspunkt för Talyllyn Railway som 1951 blev världens första museijärnväg med frivillig arbetskraft.
Vid folkräkingen 2011 hade communityn 3 264 invånare och tätorten 3 097 invånare